# Metabolismo de primeira passagem
Metabolismo de primeira passagem (também conhecido como metabolismo pré-sistêmico ou efeito de primeira passagem) é um fenômeno do metabolismo dos fármacos no qual a concentração do fármaco é significantemente reduzida (e inativada) pelo fígado antes de atingir a circulação sistêmica.
Após um fármaco ser ingerido, ele é absorvido pelo sistema digestivo e entra no sistema porta hepático. Antes de atingir o resto do corpo, ele é carregado através da veia porta hepática para o fígado. O fígado metaboliza muitos fármacos, às vezes de tal maneira que somente uma pequena quantidade de fármaco ativo é lançado a partir do fígado em direção ao resto do sistema circulatório do corpo. Essa primeira passagem pelo fígado diminui significativamente a biodisponibilidade do fármaco. Vias de administração alternativas podem ser usadas, como intravenosa, intramuscular, sublingual e trans dérmica. Estas vias evitam o efeito de primeira passagem pois permitem que o fármaco seja absorvido diretamente na circulação sistêmica.
Os quatro sistemas primários que afetam o efeito de primeira passagem de um fármaco são as enzimas do lúmen do trato gastrointestinal, enzimas das paredes intestinais, enzimas bacterianas e enzimas hepáticas que estão presentes ali